# Artemio Cuenca Payá
Artemio Cuenca Payá está considerado uno de los padres de la espeleología española, especialmente en el sureste peninsular, y un gran amante de la geología.

## Biografía
Nacido en Elda en 1944 y fallecido en Alicante en octubre de 2013, su vida se relaciona con la geología y la provincia de Alicante, con el sureste peninsular, donde desarrolla su carrera profesional e investigadora.

## Trayectoria profesional
Realiza estudios universitarios, tras los cuales ingresa en el MOPU, siendo jefe del Laboratorio de Geotécnia durante más de 20 años, pasando a ser Director del Laboratorio de Carreteras de Alicante, de la Consejería de Infraestructuras y Transportes de la Comunidad Valenciana. Conexo con su actividad profesional se relaciona e involucra en los campos de la espeleología y estudios geológicos, siendo el primer director, en el año 1967,  de la recién creada Escuela Regional (Valenciana) de Espeleología.
Considerado uno los máximos exponentes en los estudios del Karst, especialmente del Karst del Río Mundo, trabaja desinteresadamente con diversos profesores del Departamento de Ingeniería Civil de la Universidad de Alicante en la realización de trabajos académicos y científicos, así como en la cotutela de multitud de Proyectos Fin de Carrera relacionados con la Ingeniería Civil, lo que le hace ser reconocido como Colaborador Honorífico del Departamento de Ingeniería de la Construcción, Obras Públicas e Infraestructura Urbana (DICOPIU), de dicha universidad.

## Reconocimientos
- El Laboratorio de Ingeniería e Infraestructura de los Transportes de la Universidad de Alicante lleva el nombre "Artemio Cuenca" [4]